# La reina soy yo
 (срп. Краљица сам ја) мексичка је теленовела, продукцијске куће Телевиса, снимана 2019.

## Улоге
| Глумац           | Улога                         |
| ---------------- | ----------------------------- |
| Мишел Ренауд     | Иамели Монтоиа / Лари Андраде |
| Ламбда Гарциа    | Царлос Цруз Чарли Флов        |
| Мане де ла Парра | Хуањо                         |
| Поло Морин       | Ерик                          |